# Cantonul Lisieux-1
Cantonul Lisieux-1 este un canton din arondismentul Lisieux, departamentul Calvados, regiunea Basse-Normandie, Franța.

## Comune
- Beuvillers
- Cordebugle
- Courtonne-la-Meurdrac
- Fauguernon
- Firfol
- Fumichon
- Glos
- Hermival-les-Vaux
- L'Hôtellerie
- Lisieux (parțial, reședință)
- Marolles
- Le Mesnil-Guillaume
- Moyaux
- Ouilly-du-Houley
- Ouilly-le-Vicomte
- Le Pin
- Rocques